# Písník u Praskačky
Písník Praskačka je vodní plocha o rozloze 5,0 ha vzniklá po těžbě štěrkopísků ukončené počátkem 21. století. Písník se nalézá na západném okraji obce Praskačka v okrese Hradec Králové pod silnicí III. třídy č. 32326 vedoucí do obce Vlčkovice. Písník je využíván pro rekreaci a sportovní rybolov.
Ke konci 19. stol. bylo v písníku v Praskačce nalezeno lužické pohřebiště, z něhož nálezy jsou uloženy v hradeckém muzeu.

## Galerie

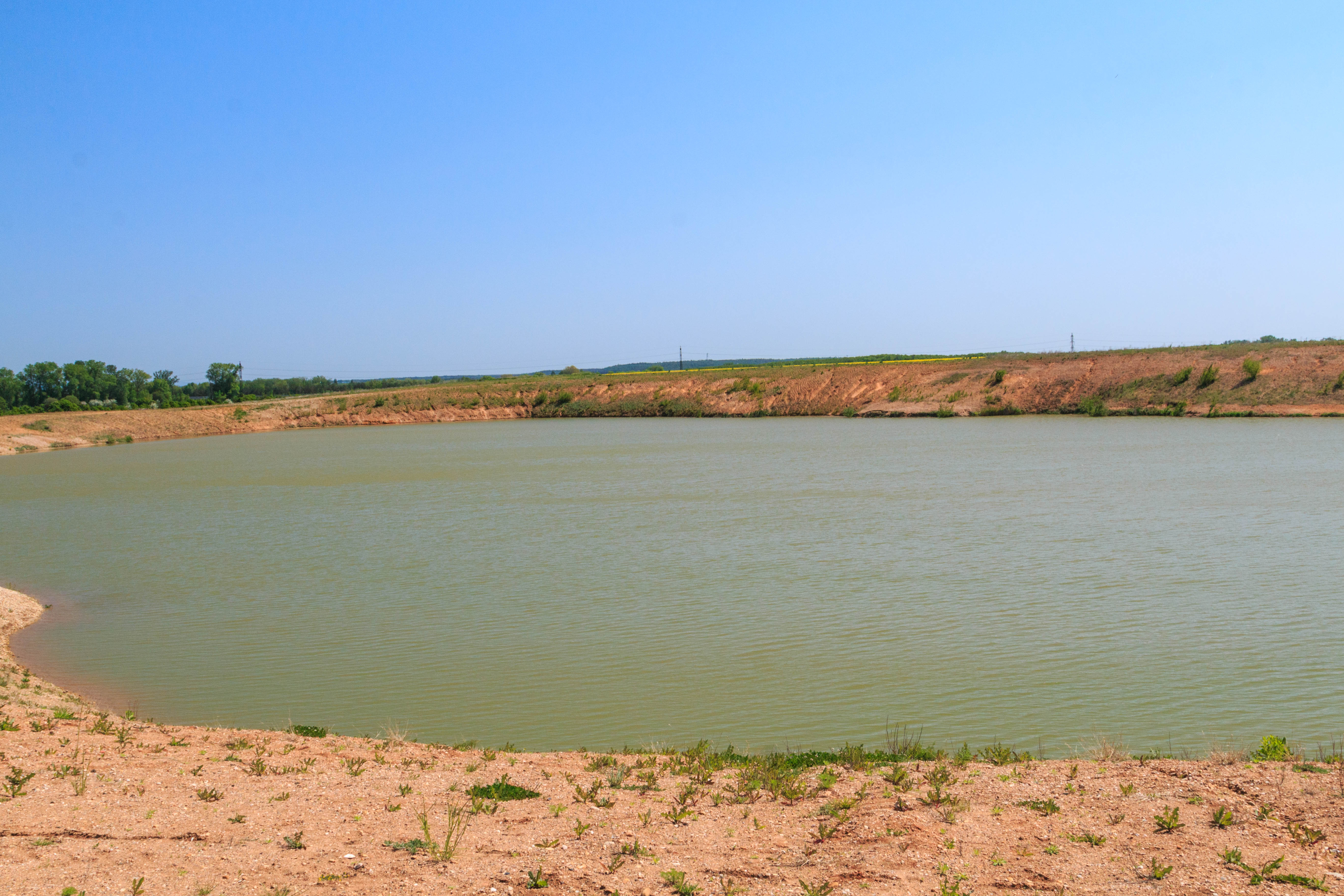
Písník Praskačka
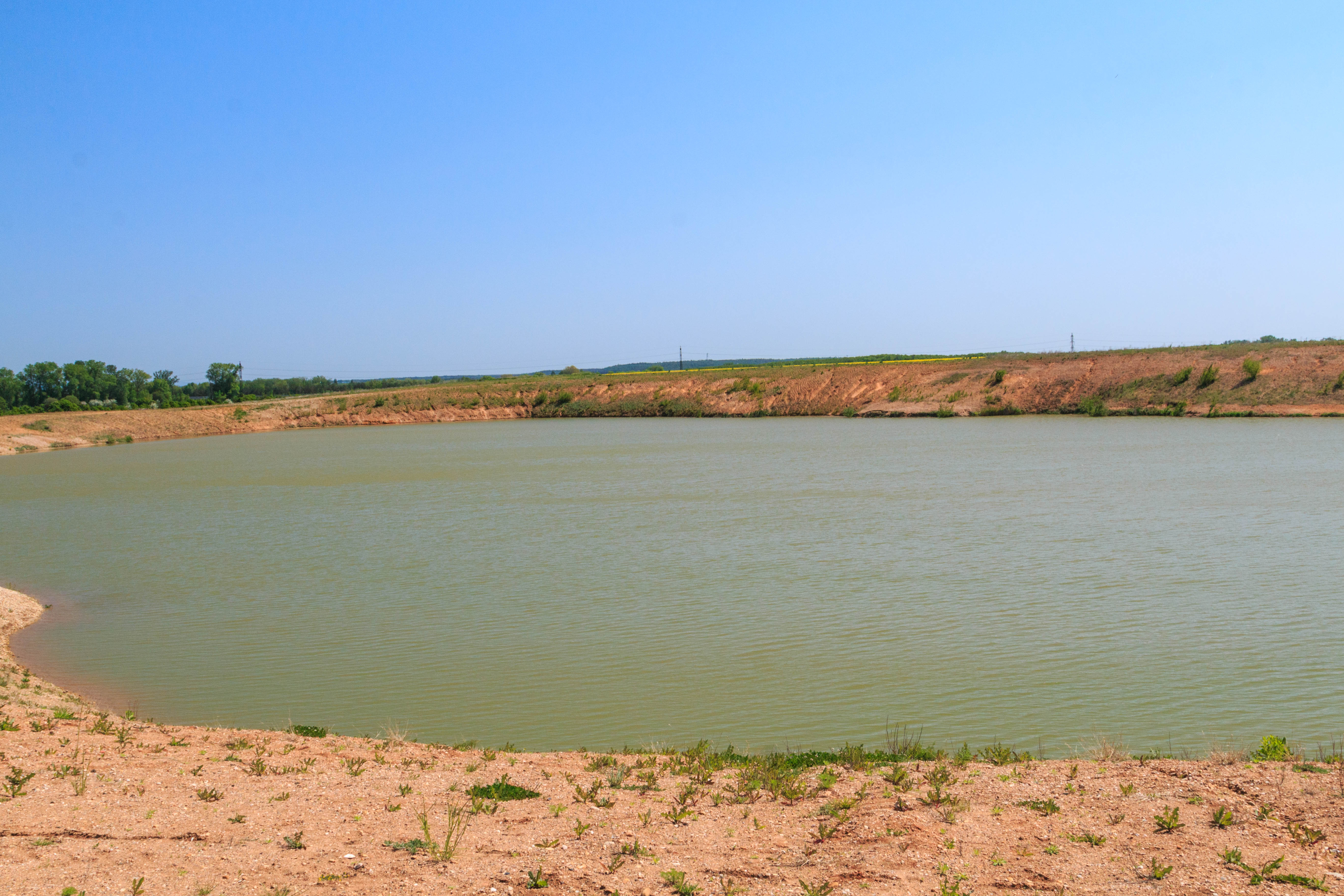
Písník Praskačka
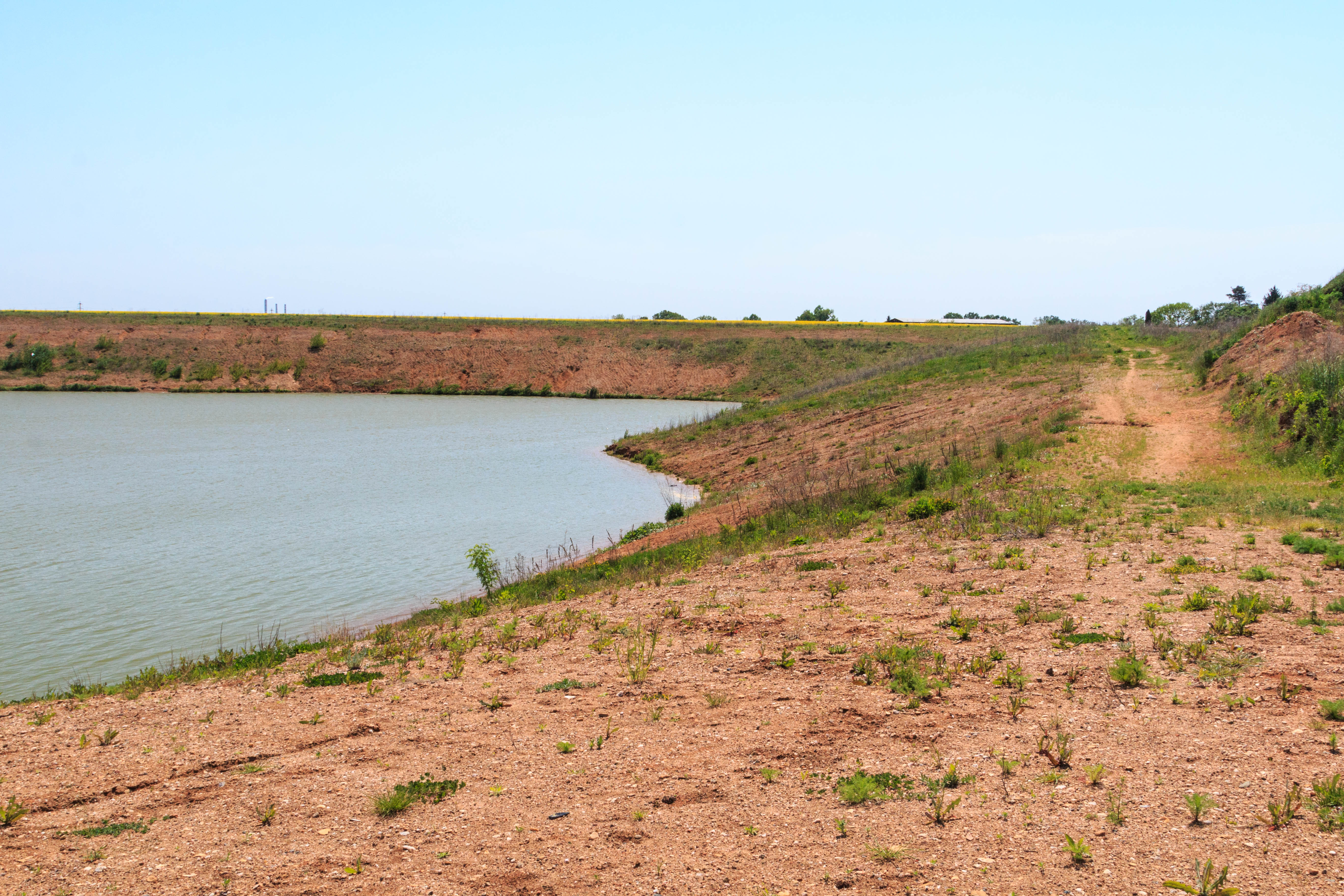
Písník Praskačka
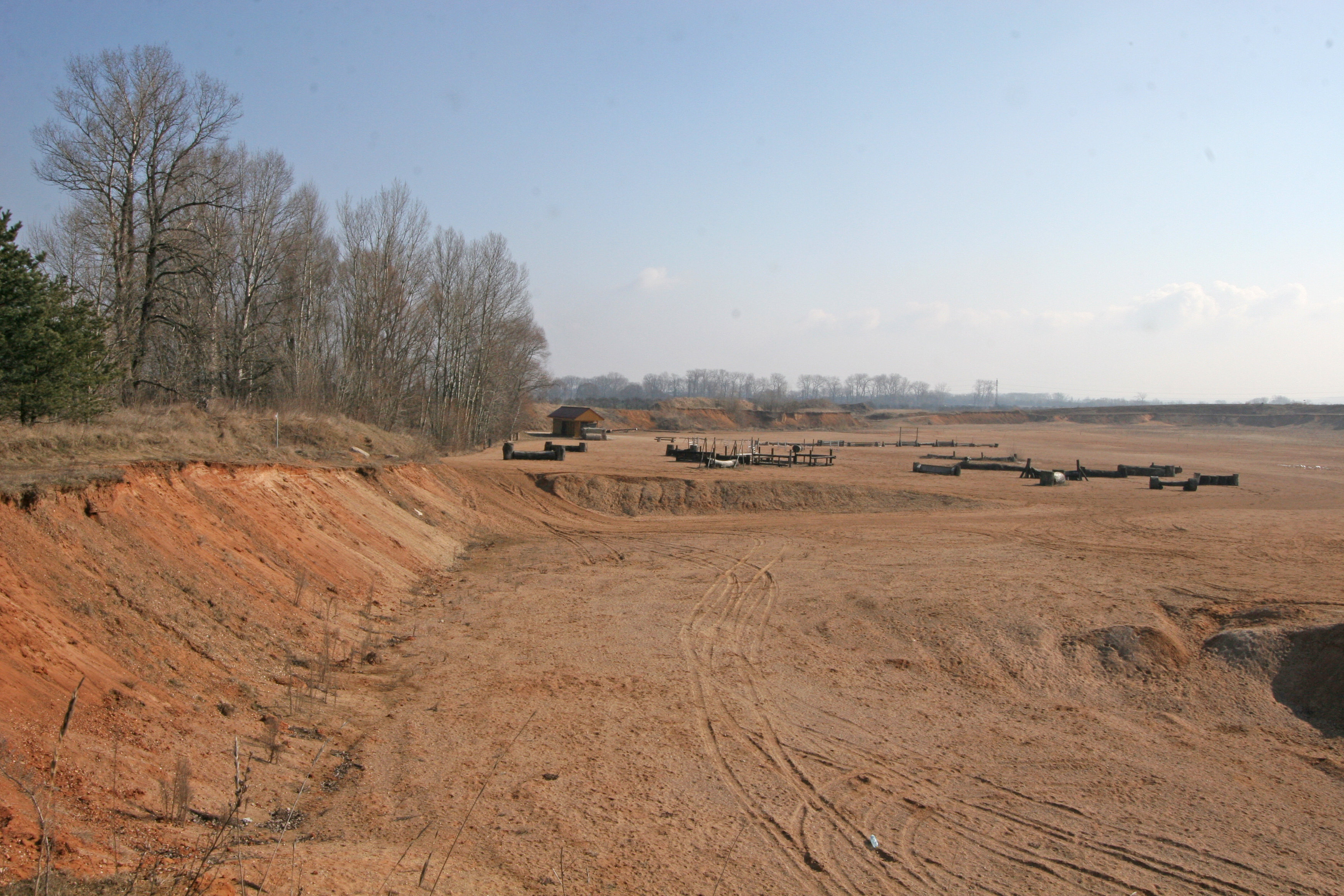
Písník Praskačka před ukončením těžby